# Funkcja Γ

Wykres funkcji gamma

Czy istnieją inne funkcje niż funkcja gamma, które interpolują funkcję silnia dla dowolnych liczb rzeczywistych?

Funkcja gamma (zwana też funkcją gamma Eulera) – funkcja specjalna, która rozszerza pojęcie silni na zbiór liczb rzeczywistych i zespolonych.

## Definicje

### Całkowa
Jeżeli {\displaystyle x} – część rzeczywista liczby zespolonej {\displaystyle z=x+iy} jest dodatnia, to
{\displaystyle \Gamma (z)=\int \limits _{0}^{+\infty }t^{z-1}\,e^{-t}\,dt,\quad x>0}
– tzw. całka Eulera 2 rodzaju (całka Eulera 1 rodzaju – to funkcja Beta)

### Iloczynowa
Dla dowolnych liczb zespolonych {\displaystyle z=x+iy} mamy
{\displaystyle \Gamma (z)=\lim _{n\to +\infty }{\frac {n!n^{z}}{z(z+1)(z+2)\dots (z+n)}}={\frac {1}{z}}\prod _{n=1}^{\infty }{\frac {\left(1+{\frac {1}{n}}\right)^{z}}{1+{\frac {z}{n}}}}.}

## Motywacja
Funkcja gamma może być postrzegana jako rozwiązanie następującego problemu interpolacji:
„Znajdź gładką krzywą, która łączy punkty {\displaystyle (x,y)} dane przez funkcję {\displaystyle y=(x-1)!,} która jest określona dla dodatnich liczb całkowitych {\displaystyle x}”.
Wzór {\displaystyle x!=1\cdot 2\dots x} nie może być użyty dla niecałkowitych wartości {\displaystyle x,} ponieważ jest ważny tylko wtedy, gdy {\displaystyle x} jest liczbą naturalną.
Funkcja gamma jest dobrym rozwiązaniem, jednak nie jest to jedyne rozwiązanie: istnieje bowiem nieskończenie wiele ciągłych rozszerzeń funkcji silnia na liczby niecałkowite, gdyż przez zbiór izolowanych punktów (jaki tworzy wykres funkcji silnia) można narysować nieskończenie wiele różnych krzywych.
Funkcja gamma jest najbardziej użytecznym rozwiązaniem w praktyce, ponieważ jest funkcją analityczną (z wyjątkiem niedodatnich liczb całkowitych) i można ją zdefiniować na kilka równoważnych sposobów.
Nie jest to także jedyna funkcja analityczna, która rozszerza silnię, ponieważ dodanie do niej dowolnej funkcji analitycznej, która zeruje się dla dodatnich liczb całkowitych, takich jak {\displaystyle {\text{k sin}}(m\pi x),} gdzie {\displaystyle m} – liczba całkowita, da inną funkcję interpolującą silnię. Takie funkcje nazywa się funkcjami pseudogamma. Najbardziej znaną jest funkcja Hadamarda.

## Własności funkcji Gamma

Dwa dobre uogólnienia analityczne funkcji silnia na zbiór liczb rzeczywistych: funkcja – wykres niebieski oraz funkcja – wykres zielony. Obie te funkcje przecinają się dla liczb naturalnych.

Tw. Funkcja gamma nie ma miejsc zerowych (por. wykres)
Tw. {\displaystyle \Gamma (1)=1}
Tw. {\displaystyle \Gamma (n+1)=n!\quad {\text{dla}}\quad n\in N},
gdzie {\displaystyle N} – zbiór liczb naturalnych,
tzn. funkcja gamma ma wartości identyczne jak silnia dla liczb naturalnych.
Tw. Dla {\displaystyle n\in N} mamy
{\displaystyle \Gamma \left(n+{\frac {1}{2}}\right)={\frac {(2n-1)!!}{2^{n}}}{\sqrt {\pi }}}
{\displaystyle \Gamma (n+1/p)=\Gamma (1/p){\frac {(pn-(p-1))!^{(p)}}{p^{n}}}}
gdzie {\displaystyle x!^{(p)}} oznacza tzw. silnię wielokrotną p-tą.
Tw. {\displaystyle \Gamma (z+1)=z\cdot \Gamma (z)}
Dowód – metodą całkowania przez części.
Tw. {\displaystyle \Gamma (z)\cdot \Gamma \left(z+{\frac {1}{2}}\right)={\frac {\sqrt {\pi }}{2^{2\cdot z\ -1}}}\cdot \Gamma (2z)}
Tw. Jeżeli mianownik jest niezerowy, to:
{\displaystyle \Gamma (z)\cdot \Gamma (1-z)={\frac {\pi }{\sin {\pi z}}},}
{\displaystyle \Gamma \left(z+{\frac {1}{2}}\right)\cdot \Gamma \left({\frac {1}{2}}-z\right)={\frac {\pi }{\cos {\pi z}}}.}
Tw. Jeśli {\displaystyle -1<\operatorname {Re} (z)<1,} to:
{\displaystyle \Gamma (z)={\frac {1}{\sin {{\frac {\pi }{2}}z}}}\int _{0}^{\infty }t^{z-1}\sin {t}\,dt.}
Tw. Jeśli {\displaystyle 0<\operatorname {Re} (z)<1,} to:
{\displaystyle \Gamma (z)={\frac {1}{\cos {{\frac {\pi }{2}}z}}}\int _{0}^{\infty }t^{z-1}\cos {t}\,dt.}
Tw. Wzór iloczynowy Gaussa:
{\displaystyle \Gamma (nz)={\frac {n^{nz}}{\sqrt {(2\pi )^{n-1}}}}\cdot \Gamma (z)\cdot \Gamma \left(z+{\frac {1}{n}}\right)\cdot \Gamma \left(z+{\frac {2}{n}}\right)\cdot \ldots \cdot \Gamma \left(z+{\frac {n-1}{n}}\right).}

## Wybrane wartości funkcji Gamma
| {\displaystyle x}       | {\displaystyle \Gamma (x)}                                         |
| ----------------------- | ------------------------------------------------------------------ |
| −2,500                  | {\displaystyle \approx -0{,}945309}                                |
| −2                      | {\displaystyle \pm \infty }                                        |
| −1,500                  | {\displaystyle {\frac {4{\sqrt {\pi }}}{3}}\approx 2{,}363271801}  |
| −1                      | {\displaystyle \pm \infty }                                        |
| −0,500                  | {\displaystyle -2{\sqrt {\pi }}\approx -3{,}544907702}             |
| 0                       | {\displaystyle \pm \infty }                                        |
| 0,143                   | {\displaystyle \approx 6{,}548062940}                              |
| 0,167                   | {\displaystyle \approx 5{,}566316002}                              |
| 0,200                   | {\displaystyle \approx 4{,}590843712}                              |
| 0,250                   | {\displaystyle \approx 3{,}625609908}                              |
| 0,333                   | {\displaystyle \approx 2{,}678938535}                              |
| 0,500                   | {\displaystyle {\sqrt {\pi }}\approx 1{,}772453851}                |
| 1                       | 0! = 1                                                             |
| {\displaystyle x_{min}} | {\displaystyle 0{,}885603194}                                      |
| 1,500                   | {\displaystyle {\frac {\sqrt {\pi }}{2}}\approx 0{,}886226925}     |
| 2                       | 1! = 1                                                             |
| 2,500                   | {\displaystyle {\frac {3{\sqrt {\pi }}}{4}}\approx 1{,}329340388}  |
| 3                       | 2! = 2                                                             |
| 3,500                   | {\displaystyle {\frac {15{\sqrt {\pi }}}{8}}\approx 3{,}323350970} |
| 4                       | 3! = 6                                                             |

Dla {\displaystyle x_{min}\approx 1{,}461632145} funkcja {\displaystyle \Gamma (z)} ma minimum lokalne - jest to jedyne minimum dla liczb {\displaystyle z}, takich że  {\displaystyle x=Re\,z>0}; dla {\displaystyle x>x_{min}} moduł funkcji {\displaystyle \Gamma (z)} rośnie nieograniczenie do {\displaystyle +\infty }.
Funkcja {\displaystyle \Gamma (z)} nie jest określona dla {\displaystyle z=0,-1,-2,\dots } – ma tam bieguny o residuum {\displaystyle (-1)^{z}/z!.}

## Wykres funkcji zespolonej – techniki wizualizacji
Wykres funkcji rzeczywistej {\displaystyle y=f(x)} można narysować w 2 wymiarach. Wykres funkcji zespolonej, mającej zarówno zespoloną dziedzinę, jak i zespolony zbiór wartości, wymagałby 4 wymiarów. Jednym ze sposobów rozwiązania tego problemu jest metoda wizualizacji za pomocą powierzchni Riemanna; inną metodą jest technika kolorowanie dziedziny.

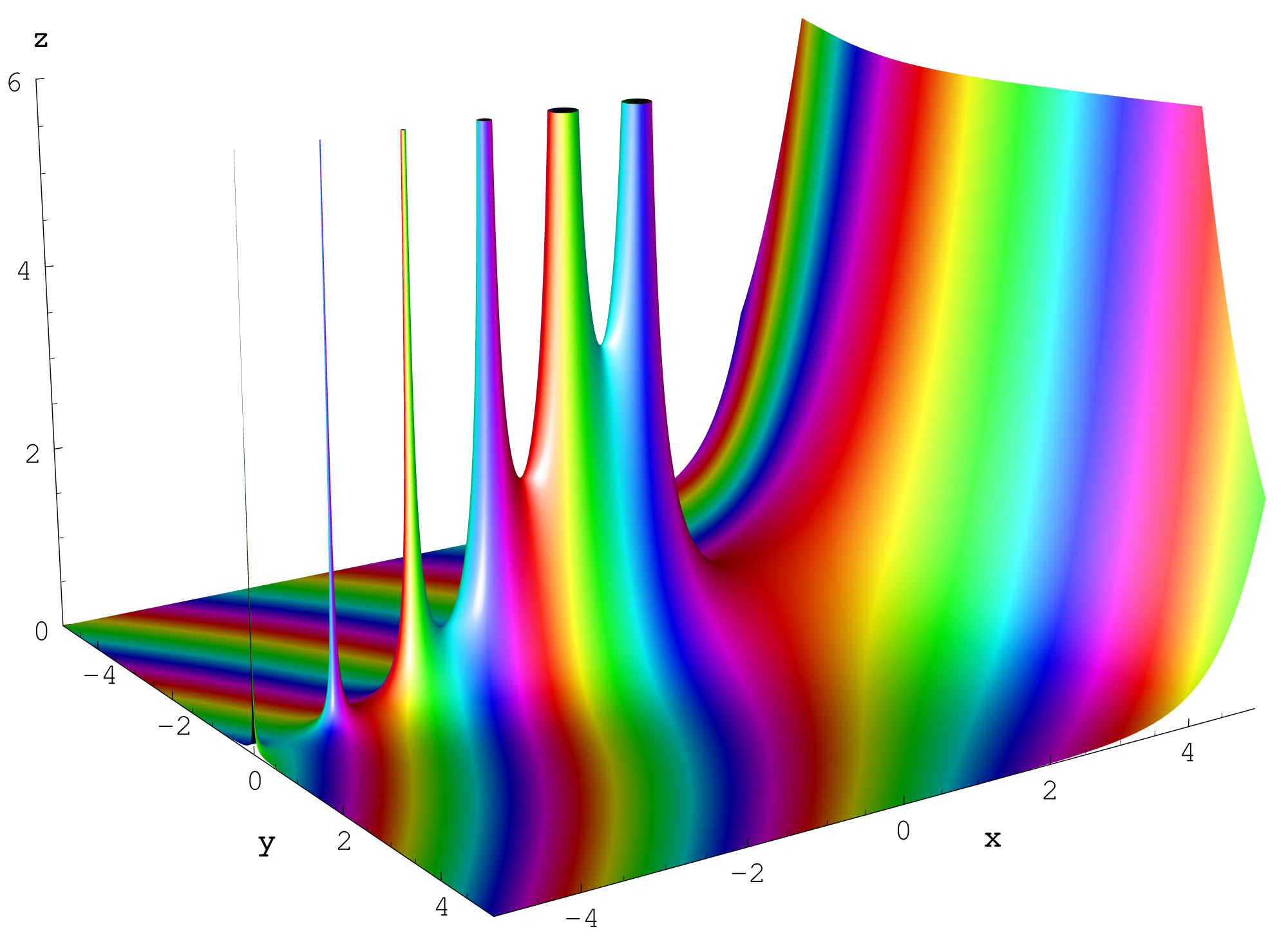
Wykres funkcji zespolonej oś x – części rzeczywiste liczb zespolonych postaci oś y – części urojone tych liczb, oś z – tj. moduł funkcji gamma; kolor – zależy od tj. od wartości argumentu funkcji gamma.

## Odwrotność funkcji gamma
{\displaystyle {\frac {1}{\Gamma (z)}}=ze^{\gamma z}\prod _{n=1}^{\infty }\left[\left(1+{\frac {z}{n}}\right)e^{-{\frac {z}{n}}}\right]}
gdzie γ to stała Eulera-Mascheroniego.
Odwrotność funkcji gamma jest określona na całej płaszczyźnie zespolonej, gdyż funkcja {\displaystyle \Gamma (z)} nie ma miejsc zerowych – taką funkcję nazywa się funkcją całkowitą.

## Logarytmiczna pochodna funkcji gamma

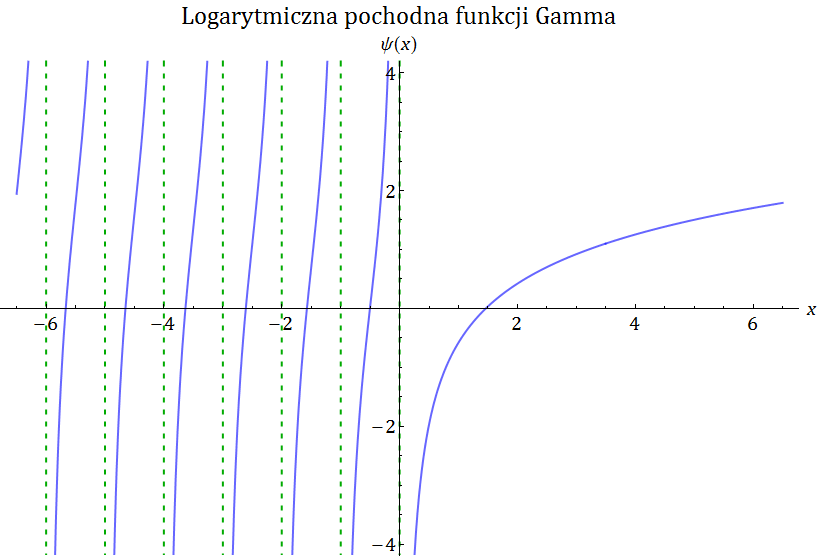
Wykres logarytmicznej pochodnej funkcji gamma

Df. Logarytmiczną pochodną funkcji gamma albo funkcją di-gamma nazywa się funkcję postaci
{\displaystyle \psi (z)={\frac {\Gamma '(z)}{\Gamma (z)}},}
gdzie {\displaystyle z\neq 0,-1,-2,\dots }
Tw. {\displaystyle \psi (z)=-\gamma +\sum _{n=0}^{\infty }\left({\frac {1}{n+1}}-{\frac {1}{n+z}}\right),}
gdzie {\displaystyle \gamma } – stała Eulera-Mascheroniego
Tw. {\displaystyle \psi '(z)=\sum _{k=0}^{\infty }{\frac {1}{\left(z+k\right)^{2}}}.}
Tw. Dla {\displaystyle x>>1} słuszne jest przybliżenie:
{\displaystyle \psi (x)\approx \ln x-{\frac {1}{2x}}.}

## Funkcja poligamma
Df. Funkcją poligamma n-tego rzędu nazywamy {\displaystyle n+1}-szą pochodną funkcji {\displaystyle \ln \Gamma (z),} tj.
{\displaystyle \psi ^{(n)}(z)={\frac {d^{n}\psi (z)}{dz^{n}}}=\left({\frac {d}{dz}}\right)^{n+1}\ln \Gamma (z),}
Wtedy:
{\displaystyle \psi (z)=\psi ^{(0)}(z).}
Df. Funkcją tri-gamma (lub trój-gamma) nazywa się funkcją {\displaystyle \psi ^{(1)}.}

## Zastosowania funkcji gamma
Funkcja gamma ma ogromnie liczne zastosowania (sekcja wymaga rozwinięcia)
- Na funkcji gamma opiera się symbol Pochhammera[2].
- Wzór na objętość n-wymiarowej hipersfery: {\displaystyle S_{n}=(2*\pi ^{n/2})/(\Gamma (1/2n))}[3].